# Roblin-Russell
Pour les articles homonymes, voir Roblin et Russell.
Circonscription électorale provinciale du Canada
Roblin-Russell est une ancienne circonscription électorale provinciale du Manitoba (Canada).
Située dans le sud-ouest de la province, les circonscriptions limitrophes sont Arthur-Virden au sud, Minnedosa et Dauphin à l'est, Swan River au nord et bordée par la Saskatchewan à l'ouest.

## Liste des députés
| Roblin-Russell                                           | Roblin-Russell                  | Roblin-Russell                  | Roblin-Russell                  | Roblin-Russell                  | Roblin-Russell                  |
| Nom                                                      | Nom                             | Parti                           | Mandat                          | Législature                     |                                 |
| Circonscription issue de Roblin                          | Circonscription issue de Roblin | Circonscription issue de Roblin | Circonscription issue de Roblin | Circonscription issue de Roblin | Circonscription issue de Roblin |
| -------------------------------------------------------- | ------------------------------- | ------------------------------- | ------------------------------- | ------------------------------- | ------------------------------- |
|                                                          | Wally McKenzie                  | Progressiste-conservateur       | 1981 - 1986                     | 32e                             |                                 |
|                                                          | Len Derkach                     | Progressiste-conservateur       | 1986 - 1988                     | 33e                             |                                 |
|                                                          | Len Derkach                     | Progressiste-conservateur       | 1988 - 1990                     | 34e                             |                                 |
|                                                          | Len Derkach                     | Progressiste-conservateur       | 1990 - 1995                     | 35e                             |                                 |
|                                                          | Len Derkach                     | Progressiste-conservateur       | 1995 - 1999                     | 36e                             |                                 |
| Circonscription dissoute parmi Russell et Dauphin-Roblin |                                 |                                 |                                 |                                 |                                 |